# Maxime Gingras
Maxime Gingras (ur. 17 grudnia 1984 r.) – kanadyjski narciarz dowolny. Najlepszy wynik na mistrzostwach świata osiągnął podczas mistrzostw świata w Inawashiro, gdzie zajął 5. miejsce w jeździe po muldach. Zajął także 11. miejsce jeździe po muldach na igrzyskach olimpijskich w Vancouver. Najlepsze wyniki w Pucharze Świata osiągnął w sezonie 2009/2010, kiedy to zajął 20. miejsce w klasyfikacji generalnej, a w klasyfikacjach jazdy po muldach był szósty.

## Sukcesy

### Igrzyska olimpijskie
| Miejsce | Dzień     | Rok  | Miejscowość | Konkurencja      | Zwycięzca          |
| ------- | --------- | ---- | ----------- | ---------------- | ------------------ |
| 11.     | 14 lutego | 2010 | Vancouver   | Jazda po muldach | Alexandre Bilodeau |

### Mistrzostwa Świata
| Miejsce | Dzień    | Rok  | Miejscowość          | Konkurencja      | Zwycięzca                 |
| ------- | -------- | ---- | -------------------- | ---------------- | ------------------------- |
| 8.      | 9 marca  | 2007 | Madonna di Campiglio | Jazda po muldach | Pierre-Alexandre Rousseau |
| 8.      | 10 marca | 2007 | Madonna di Campiglio | Muldy podwójne   | Dale Begg-Smith           |
| 5.      | 7 marca  | 2009 | Inawashiro           | Jazda po muldach | Patrick Deneen            |
| 11.     | 8 marca  | 2009 | Inawashiro           | Muldy podwójne   | Alexandre Bilodeau        |

### Puchar Świata

#### Miejsca w klasyfikacji generalnej
- 2005/2006 – 132.
- 2006/2007 – 26.
- 2007/2008 – 122.
- 2008/2009 – 40.
- 2009/2010 – 20.

#### Miejsca na podium
1. Apex – 24 lutego 2007 (Jazda po muldach) – 3. miejsce
2. Åre – 14 lutego 2009 (Muldy podwójne) – 3. miejsce
3. Åre – 12 marca 2010 (Jazda po muldach) – 3. miejsce
4. Åre – 13 marca 2010 (Jazda po muldach) – 2. miejsce

- W sumie 1 drugie i 3 trzecie miejsca.